# Беляев, Николай Александрович (Герой Российской Федерации)
Никола́й Алекса́ндрович Беля́ев (род. 27 мая 1958, Куйбышев) — генерал-майор Вооружённых Сил Российской Федерации, участник Афганской войны, грузино-абхазского конфликта и разгона Верховного Совета России, Герой Российской Федерации (1993).

## Биография
Николай Беляев родился 27 мая 1958 года в Куйбышеве (ныне — Самара).
В 1975 году окончил Казанское суворовское военное училище.
В 1979 году окончил Рязанское воздушно-десантное командное училище. Проходил службу в воздушно-десантных войсках, начав с должности командира разведывательного взвода. С 1982 по 1985 год командир роты 299-го, 217-го парашютно-десантных полков.

## Служба в Афганистане
В течение двух лет участвовал в боевых действиях в Демократической Республике Афганистан. В 1985 году — командир 80-й отдельной разведывательной роты 103-й гвардейской воздушно-десантной дивизии.
В 1987 году — заместитель командира батальона 350-го гвардейского парашютно-десантного полка 103-й гвардейской воздушно-десантной дивизии. Участвовал в боевых действиях, был ранен. За успешное командование подразделениями был награждён орденами Красного Знамени и Красной Звезды.
В 1990 году Беляев окончил Военную академию имени Фрунзе.

## Участие в событиях осени 1993 года в Москве
К октябрю 1993 года гвардии подполковник Николай Беляев был начальником штаба 119-го гвардейского парашютно-десантного полка 106-й гвардейской воздушно-десантной дивизии.
В период событий осени (сентября-октября) 1993-го года в Москве, подразделения 119-го гвардейского парашютно-десантного полка 106- й гвардейской воздушно-десантной дивизии под командованием гвардии подполковника Н. А. Беляева выполняли ответственное правительственное задание.
Указом Президента Российской Федерации № 1605 от 7 октября 1993 года за мужество и героизм, проявленные при выполнении специального задания, гвардии подполковнику Беляеву Николаю Александровичу присвоено звание Героя Российской Федерации с вручением знака особого отличия — медали «Золотая Звезда».

## Участие в локальных конфликтах
Выполнял боевые задачи в Абхазии и Чечне, пребывая в многократных командирах.
Последняя занимаемая должность в ВДВ генерал-майора Н. А. Беляева — начальник боевой подготовки Воздушно-десантных войск.
Также награждён орденами Красного Знамени, Красной Звезды, Мужества и рядом медалей.

## Общественная деятельность
Председатель Центрального Совета «Союза Десантников России»